# BioWare
BioWare е компания за разработка на компютърни и конзолни игри в Канада, провинция Албърта, гр. Едмънтън.
Създадена е през 1995 г. от Рей Музика, Грег Зешчук и Августин Ип (Augustine Yip), собственост на американската компания Electronic Arts.
BioWare се специализират в разработването на видео ролеви игри и стават известни с по-ранните си високо оценени и успешни игри Baldur's Gate, Neverwinter Nights и Star Wars: Knights of the Old Republic. По-късно компанията разработва и издава още няколко успешни игри – Jade Empire, Mass Effect, Dragon Age: Origins, Mass Effect 2, Dragon Age II и Star Wars: The Old Republic. Към месец януари 2012 г. работят по три проекта: Mass Effect 3, Dragon Age III и Command & Conquer: Generals 2.

## История
Компанията е основана в Едмънтън, Канада през 1995 от Рей Музика, Грег Зешчук и Августин Ип (през 1997 г. Ип напуска студиото за да продължи медицинската си кариера), тримата се запознават докато следват медицина в Университета в Албърта (University of Alberta). Първоначалната идея на създателите и е била да създават игри в различни жанрове, но след дебютното им заглавие Shattered Steel, компанията се ориентира към ролевите игри. За десет години като независима компания BioWare разработват игрите: Shattered Steel, Baldur's Gate поредицата, MDK2, Neverwinter Nights, Star Wars: Knights of the Old Republic и Jade Empire, които са издадени в партньорство с Interplay Entertainment (чрез дъщерната компания Black Isle Studios), Infogrames/Atari, LucasArts и Майкрософт.
През следващите няколко години настъпват редица промени в корпоративния статут на BioWare. През ноември 2005 BioWare се обединява с Pandemic Studios, като частния инвестиционен фонд Elevation Partners финансира партньорството, но двете компании запазват продуктовите си марки, корпоративните си имена и идентичност и продължават да работят в 2 различни града. В началото на 2006 BioWare откриват ново студио в Остин, Тексас. През есента на 2006 г. BIoWare обявяват, че разработват игра за Nintendo DS, играта излиза две години по-късни и носи името Sonic Chronicles: The Dark Brotherhood. През октомври 2007 г. компанията Electronic Arts обявява, че е закупила VG Holding управляващ BioWare и Pandemic за сумата от 860 млн. долара.
През 2007 г. BioWare издават фантастичната ролева игра Mass Effect. В края на 2009 г. издават фентъзи ролевата игра Dragon Age: Origins. В същата година от EA обявяват, че BioWare и Mythic Entertainment (друга дъщерна фирма на EA) ще се слеят, по този начин двата разработчика на ролеви игри ще работят като едно студио под управлението на Рей Музика. През януари 2010 г. BioWare издават продължението на Mass Effect – Mass Effect 2. В края на 2011 г. издават масовата мултиплеър онлайн ролева игра Star Wars: The Old Republic  в която BioWare използват опита си от предишната си работа по Star Wars франчайза – играта е обявена през октомври 2008 г., въпреки че BioWare съобщават за сътрудничество с LucasArts още година по-рано.
Към месец януари 2012 г. BioWare работят по няколко бъдещи проекта – Mass Effect 3, Command & Conquer: Generals 2 и Dragon Age III.

## Разработени игрови енджини
BioWare създават Infinity Engine, който използват при разработката на 2D ролеви игри базирани на Dungeons & Dragons, каквито са Baldur's Gate, Icewind Dale и Planescape: Torment. За играта си Neverwinter Nights, BioWare разработват Aurora Engine, на който впоследствие са базирани много на брой успешни 3D ролеви игри.
Neverwinter Nights съдържа редица инструменти, които позволяват на играчите да създават свои собствени приключения. Чрез инструментите на Aurora Engine, професионалисти и любители създават хиляди модове, които се разпространяват и са достъпни на много интернет сайтове; някои от модовете се продават и като допълнително съдържание. Neverwinter Nights е един от първите примери за игра за която се прави огромно количество допълнително съдържание от феновете, което се разпространява по интернет.
Odyssey Engine е разработен за играта Star Wars: Knights of the Old Republic, той е базиран на Aurora Engine. BioWare разработва и Eclipse Engine, който се използва при направата на играта Dragon Age: Origins. За играта от 2011 г. – Dragon Age II се използва преработена версия на Eclipse Engine носеща името Lycium Engine.
След като няколко години работят с чужди лицензирани продукти и по-специално светът на Dungeons & Dragons, BioWare започват да създават свои оригинални, независими игрални светове и франчайзи. Първата стъпка в тази посока е играта Jade Empire, последвана от играта Mass Effect (PC и Xbox 360) и Dragon Age: Origins издадена през 2009 г.

### Infinity Engine
Infinity Engine е игрови енджин, който позволява създаването на изометрични компютърни ролеви игри. Разработен е от BioWare за стратегическата компютърна игра Battleground Infinity, но в крайна сметка е напълно преработен и се използва за Baldur's Gate серията. BioWare го използват и в следващите си проекти, а също енджина е лицензиран и от Black Isle Studios – подразделение на Interplay Entertainment.
Infinity Engine позволява игра в реално време с възможност за пауза при битките. Енджина използва 3/4 перспектива с пре-рендвани 2D фонове и спрайт базирани игрови персонажи. Въпреки че по-голямата си част графиката е 2D, Baldur's Gate II използва и OpenGL за ускоряване на визуалните ефекти. Основна характеристика на енджина е възможност за игра на шест персонажа в група. Чрез Infinity Engine се създават пет ролеви игри базирани на системата Dungeons & Dragons (Baldur's Gate, Planescape: Torment, Icewind Dale, Baldur's Gate II: Shadows of Amn, Icewind Dale II). Infinity Engine е наследен от Aurora Engine.

### Aurora Engine
Aurora Engine е 3D наследникът на по-ранния 2D енджин на BioWare носещ името Infinity Engine. Енджинът позволява осветление и сенки в реално време както и обкръжаващ звук (surround sound). Първата издадена игра използваща Aurora Engine е играта Neverwinter Nights, която включва и инструменти (Aurora toolset) за създаване на допълнително съдържание от самите играчи. Продължението, играта Neverwinter Nights 2 направена от Obsidian Entertainment е разработена с обновена версия на Aurora Engine – наречен Electron engine. Игрите Star Wars: Knights of the Old Republic и Star Wars: Knights of the Old Republic II: The Sith Lords (на Obsidian Entertainment) използват обновена версия на Aurora Engine наречена Odyssey Engine. Компанията CD Projekt Red също използват Aurora Engine при направата на играта си – The Witcher, въпреки че тяхната версия и изключително много променена.

### Odyssey Engine
Odyssey Engine е разработен специално за създаването на 3D ролеви игри. Odyssey е третият енджин разработен от BioWare, след Infinity Engine и Aurora Engine. Енджина е използван за пръв път в много добре приетата от критиците и публиката игра – Star Wars: Knights of the Old Republic. Първоначално за разработката на играта се смята да се използва по-стария Aurora Engine, но тъй като са направени някой подобрения се решава да се даде различно име на енджина. По-късно Obsidian Entertainment лицензират Odyssey при разработката на продължението Star Wars: Knights of the Old Republic II: The Sith Lords, която е издадена на пазара през 2004 г. Новата версия на енджина на Obsidian носи името Electron Engine.
Odyssey Engine е подобрен енджин спрямо Aurora с по-добър рендеринг (обработка) на графиката. В частност: триизмерните фонове в различните локации, лицевата анимация на героите, по-реалистично отражение на водата и по-добри светлинни ефекти. Odyssey Engine е използван на Microsoft Windows XP, Microsoft Xbox и Mac OS X.
През 2005 г. Odyssey е „пенсиониран“ и не се разработват други заглавия базирани на него. Скоро след това BioWare обявяват разработката на Eclipse Engine като наследник на Odyssey.

### Eclipse Engine
Енджина Eclipse е наследник на Odyssey Engine и вероятно съдържа части от изходния код на предшественика си.
На 5 август 2004 г. специализираният за видео игри сайт „GameSpot“ публикува статия, че компанията BioWare е обявила името на новия си игрови енджин и че името е регистрирано и като търговска марка. Новината е обявена един ден преди излизането на играта Neverwinter Nights 2, която е разработена от Obsidian Entertainment под контрола на BioWare (но използва модифицирана от Obsidian версия на Odyssey Engine, носещ името Electron Engine). На 7 ноември 2006 г. в сайтът „Gamasutra“ се появява информация, че BioWare е придобила лиценз за използването на физичния енджин PhysX за последващо интегриране в Eclipse. На 6 ноември 2009 г. официално излиза играта Dragon Age: Origins, с която започва нова серия проекти на BioWare. Тази игра е базирана на новия енджин Eclipse и включва комплект инструменти за редактиране на игровия свят. На 16 март 2010 г. излиза и разширението на играта носещо името Dragon Age: Origins: Awakening.
В сравнение с предходните технологии на BioWare, Eclipse Engine има по-добър рендъринг за подобряване на ефектите; използва се система от частици (particle system) за по-добро анимиране на мъгла, огън и визуалното изображение на различните магии в играта; подобрено е отражението и водата е по-реалистично изглеждаща с помощта на шейдърите. Добавени са bloom ефекти, motion blur и дълбочина на рязкост – чрез последния ефект се прави така, че обект който е на преден план (например един от героите) се вижда ясно, докато задния фон е разфокусиран. Това позволява на играча да се съсредоточи върху персонажа си, както и позволява увеличаване на допустимия брой полигони на триизмерните обекти и персонажи и повишава резолюцията на текстурите. В Eclipse се използва и физичен енджин PhysX.
Eclipse Engine се поддържа от PC работещи под Windows или Mac OS X и игралните конзоли Xbox 360 и PlayStation 3.

## Игри на BioWare
- Shattered Steel (1996)
- Baldur's Gate (1998)
  - Baldur's Gate: Tales of the Sword Coast (1999)
- MDK2 (2000)
- Baldur's Gate II: Shadows of Amn (2000)
  - Baldur's Gate II: Throne of Bhaal (2001)
- Neverwinter Nights (2002)
  - Neverwinter Nights: Shadows of Undrentide (2003)
  - Neverwinter Nights: Hordes of the Underdark (2003)
  - Neverwinter Nights: Kingmaker (2005)
- Star Wars: Knights of the Old Republic („KotOR“) (2003)
- Jade Empire (2005)
- Dragon Age: Origins (2009)
  - Dragon Age: Origins – Awakening (2010)
- Dragon Age II (2011)
- Dragon Age III (неизвестна дата)[35]
- Mass Effect (2007)
- Mass Effect 2 (2010)
- Mass Effect 3 (2012)[36]
- Sonic Chronicles: The Dark Brotherhood (2008) – Nintendo DS
- Star Wars The Old Republic MMORPG с LucasArts (2011)
- Command & Conquer: Generals 2 (в разработка)

## Игри с BioWare енджини
Infinity Engine
- Planescape: Torment (1999)
- Icewind Dale (2000)
  - Icewind Dale: Heart of Winter (2001)
  - Icewind Dale: Trials of the Luremaster (2001)
- Icewind Dale II (2002)

Odyssey Engine
- Star Wars: Knights of the Old Republic II: The Sith Lords (2004)

Aurora Engine
- Neverwinter Nights 2 (2006)
- The Witcher (2007)

## Награди
BioWare е включена в списъка на 100-те най-добри работодатели в Канада вече 4 поредни години – 2004, 2005, 2006 и 2007.